# 데일리언 앳킨슨
데일리언 로버트 앳킨슨(영어: Dalian Robert Atkinson 1968년 3월 21일 ~ 2016년 8월 15일)은 잉글랜드 출신의 전직 축구 선수로 포지션은 공격수였다.

## 선수 시절

### 클럽
1985년 입스위치 타운 FC에서 데뷔한 이후 프로 통산 246경기 이상에 75골 이상을 기록했고 특히 1991년부터 1995년까지 애스턴 빌라 FC 소속으로 85경기 25골을 기록하면서 1993-94 EFL컵 우승을 거머쥐었으며 2001년에는 잉글랜드 선수로는 최초로 K리그의 대전 시티즌과 전북 현대 모터스에서도 뛰었으나 이렇다할 활약을 보이지 못한 채 결국 1시즌만에 퇴단했다.

### 국가대표팀
1990년 3월 27일 잉글랜드 B 대표팀의 일원으로 아일랜드 B 대표팀과의 친선 경기에 출전하여 득점을 기록했지만 팀은 1-4로 완패했으며 이 경기는 앳킨슨의 유일무이한 국가대표팀 경기로 남게 되었다.

## 은퇴 이후
2016년 8월 15일 자신의 고향인 영국 슈롭셔주 텔퍼드에서 앳킨슨이 갑자기 사망하는 사건이 발생했는데 당시 은퇴 이후 우울증을 앓은 것도 모자라 신장 투석까지 받는 등 건강 상태가 좋지 않았던 상황에 정신질환까지 겹친 앳킨슨은 마치 정신이 나간 사람처럼 소리를 지르며 투석을 위해 꽂혀 있던 튜브를 잡아 뜯은 바람에 온몸이 피투성이가 된 상태에서 아버지인 어니스트를 향해 '나는 메시야다!당신을 죽이러 왔다!'라고 소리치며 어니스트의 목을 졸라 살해하려 했으며 결국 이를 목격한 이웃 주민이 현지 경찰에 신고했다. 그리고 신고를 받고 출동한 현지 경찰 벤저민 몽크가 쏜 테이저 건을 맞고 쓰러진 뒤 여경인 엘런 베틀리 스미스에게 결박당하는 과정에서 심장마비 증상을 일으켰고 이후 병원으로 옮겨졌으나 향년 48세를 일기로 허망하게 세상을 떠났다.